# Gwoździarka

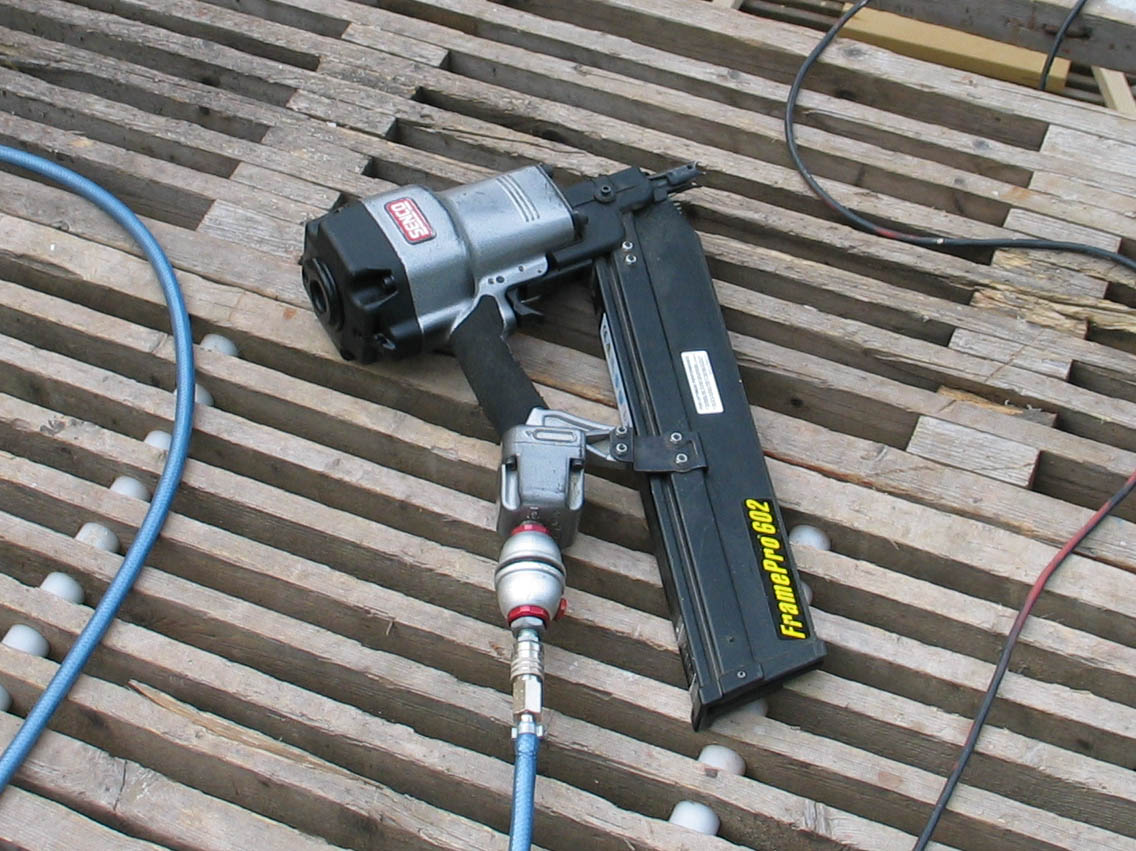
gwoździarka

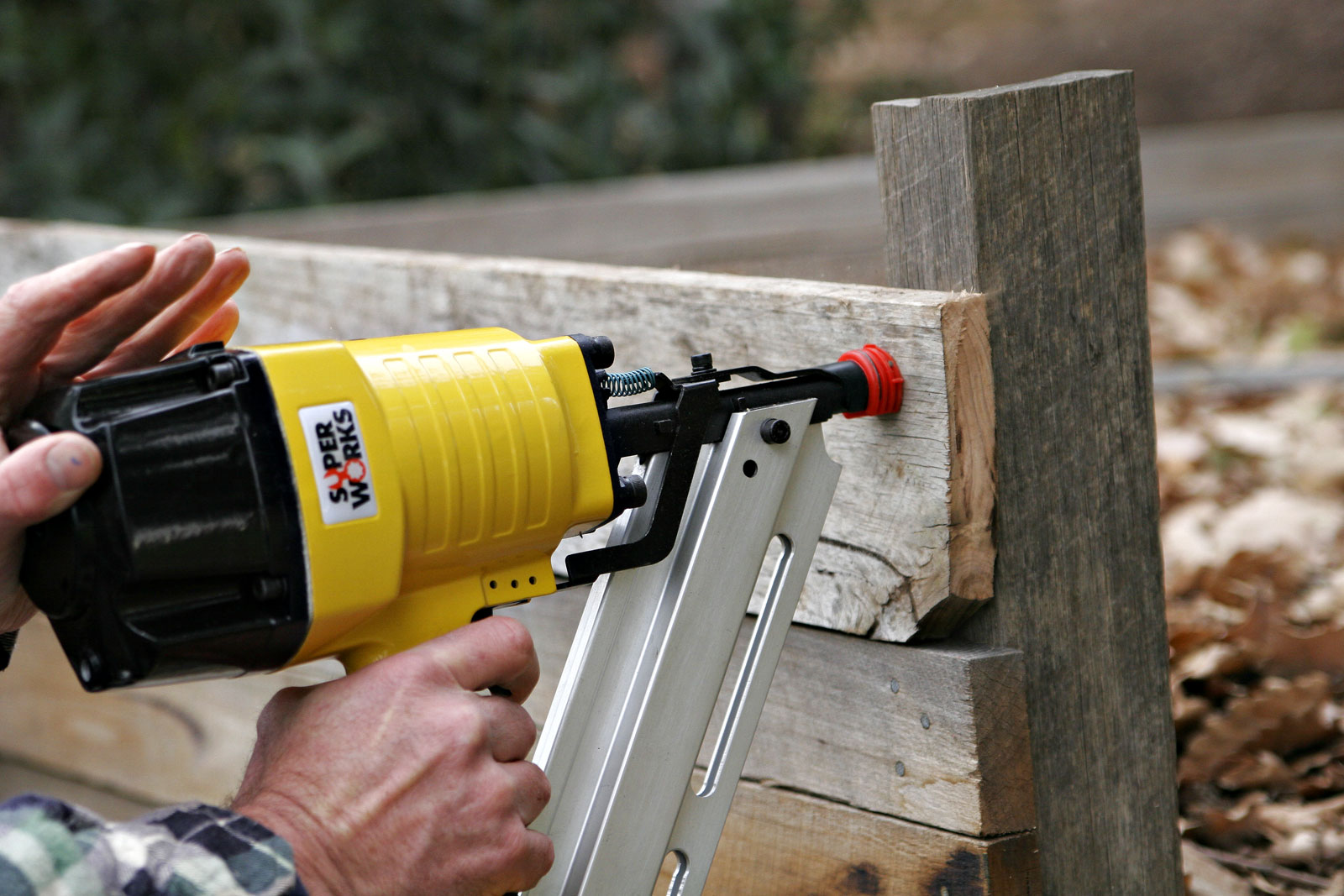
Posługiwanie się gwoździarką

Gwoździarka – urządzenie elektryczne, gazowe lub pneumatyczne stosowane do wbijania gwoździ. Magazynek na gwoździe ma konstrukcję bębnową lub gwoździe podawane są jako taśma. Maszyna posiada możliwość ustawienia głębokości wbicia gwoździa a często możliwość skośnego wbijania w miejscach trudno dostępnych.
Gwoździarki produkowane są w kilku rodzajach, w zależności od przeznaczenia:
- gwoździarka do prac dekarskich
- gwoździarka do konstrukcji szkieletowych
- zszywaczo-gwoździarki kombinowane
- inne odmiany w zależności od kształtu łba i średnicy gwoździa.